# Половецька земля
Полове́цька земля́ (д.-рус. Половецьскаӕ землѧ) — у XII—XIII століттях руська назва західної частини Дешт-і-Кипчак (Половецького степу), де мешкали половці. В Київському літописі, складовій Іпатіївського списку, під 1152 роком межами цієї землі названі Волга на сході й Дніпро на заході:
тогда же Ӕрославичь Ростиславъ. с брат̑ею и с Рѧзанци. и с Муромци. поидоша съ Гюргемъ. а не ѿрекоша ему. тако же и Половци. и Ѿперлюеве. и Токсобици. и всѧ Половецьскаӕ землѧ. что же их̑ межи Волгою и Днѣпромъ и поидоша туда на Вѧтичѣ. и тако взѧша ӕ. та на Мценескъ.
Полное Собрание Русских Летописей. — Т. 2. Ипатьевская летопись. — СПб., 1908. — Стлб. 446-465. — л.164.
З інших літописних згадок видно, що до Половецької землі зараховували і Дніпровське правобережжя.
Словосполучення «Половецька земля» вживається в літописах як назва країни, подібно до назв «Руська земля», «Лядська земля» (Лӕдьскаӕ землѧ), «Грецька земля» (Грѣцискаӕ землѧ), «Угорська земля» (Оугорьскаӕ землѧ), «Болгарська земля» (Болгарьскаӕ землѧ), «Німецька земля» (Нѣмцькаӕ землѧ), «Чеська земля» (Чьшьскаӕ землѧ), «Литовська земля» (Литовьскаӕ землѧ), «Ятвязька земля» (Ӕтвескаӕ землѧ).
В Суздальському літописі, складовій Лаврентіївського списку, під 1224 роком як синонім Половецької землі вжито термін «страна Куманьска».
много бо зла створиша ти ѡканнии Половци Рускои земли. того ради всемлс̑твъıи Бъ҃ хотѧ погубити. и наказати безбожнъıӕ сн҃ъı Измаиловъı Куманъı. ӕко да ѿмьстѧть кровь хрс̑ьӕньску. ѥже и бъıс̑ над ними безаконьнъıми. проидоша бо ти Таүрмению всю страну Куманьску.
Полное Собрание Русских Летописей. — Т. 1. Лаврентьевская летопись. — Л., 1927. — Стлб. 441-451. — л.153-153об.